# Harry Gregg
Henry «Harry» Gregg (Magherafelt, Irlanda del Norte, Reino Unido, 27 de octubre de 1932-Coleraine, Irlanda del Norte, Reino Unido, 16 de febrero de 2020) fue un jugador y entrenador de fútbol norirlandés. En su etapa como jugador profesional se desempeñaba como guardameta.

## Biografía
En 1952, comenzó su carrera como futbolista profesional en el Doncaster Rovers de Inglaterra. Entre 1957 y 1966, formó parte del Manchester United, siendo su fichaje uno de los más caros del momento; disputó 247 partidos y obtuvo cuatro títulos: una FA Cup, una liga inglesa y dos Charity Shield. En diciembre de 1966, fue transferido al Stoke City, donde solo disputó dos encuentros y se retiró al final de la temporada 1966-67.
Fue uno de los sobrevivientes del desastre aéreo de Múnich ocurrido el 6 de febrero de 1958, vuelo en el que viajaba el equipo del Manchester United. Apodado el Héroe de Múnich porque sacó a varios de sus compañeros del avión en llamas, entre los cuales estaban Bobby Charlton, Jackie Blanchflower y Dennis Viollet. También salvó a Vera Lukić, la esposa embarazada de un diplomático yugoslavo y a su hija, Vesna, así como a su entrenador Matt Busby, quien se encontraba gravemente herido. Posteriormente, Gregg apareció (o fue representado) en varios documentales y programas de televisión sobre Manchester United y el desastre aéreo de Múnich.
Como entrenador, dirigió al Shrewsbury Town (1968-1972), Swansea City (1972-1975), Crewe Alexandra (1975-1978) y Carlisle United (1986-1987). También fue entrenador de porteros del Manchester United (1978-1981) y entrenador asistente del Swindon Town (1984-1985).
Fue nombrado Miembro de la Orden del Imperio Británico (MBE) en 1995 por sus contribuciones al fútbol y Oficial de la Orden del Imperio Británico (OBE) en el año 2019.
En 2008, fue nombrado graduado honorario de la Universidad de Úlster y recibió el título de Doctor de la Universidad en reconocimiento a su contribución al fútbol. Es tío segundo de Steve Lomas, exfutbolista y entrenador. En su época fue considerado junto con Lev Yashin el mejor portero del mundo.[cita requerida]
Falleció el 16 de febrero de 2020 a los ochenta y siete años, en el hospital Causeway de Coleraine, condado de Londonderry, Irlanda del Norte, a causa de una larga enfermedad.

## Selección nacional
Fue internacional con la selección norirlandesa en 25 ocasiones. Hizo su debut en marzo de 1954, en un amistoso contra Gales. Fue convocado para disputar la Copa del Mundo de 1958 y fue elegido como el mejor portero del torneo, en el cual Irlanda del Norte alcanzó los cuartos de final en su primera participación en mundiales.

### Participaciones en Copas del Mundo
| Mundial                        | Sede   | Resultado        | Partidos | Goles |
| ------------------------------ | ------ | ---------------- | -------- | ----- |
| Copa Mundial de Fútbol de 1958 | Suecia | Cuartos de final | 4        | 0     |

## Clubes

### Como jugador
| Club              | País       | Año       |
| ----------------- | ---------- | --------- |
| Doncaster Rovers  | Inglaterra | 1952-1957 |
| Manchester United | Inglaterra | 1957-1966 |
| Stoke City        | Inglaterra | 1966-1967 |

### Como entrenador
| Club                                       | País       | Año       |
| ------------------------------------------ | ---------- | --------- |
| Shrewsbury Town                            | Inglaterra | 1968-1972 |
| Swansea City                               | Gales      | 1972-1975 |
| Crewe Alexandra                            | Inglaterra | 1975-1978 |
| Manchester United (entrenador de porteros) | Inglaterra | 1978-1981 |
| Swindon Town (asistente)                   | Inglaterra | 1984-1985 |
| Carlisle United                            | Inglaterra | 1986-1987 |

## Palmarés

### Campeonatos nacionales
| Título         | Club              | País       | Año  |
| -------------- | ----------------- | ---------- | ---- |
| Charity Shield | Manchester United | Inglaterra | 1957 |
| FA Cup         | Manchester United | Inglaterra | 1963 |
| First Division | Manchester United | Inglaterra | 1965 |
| Charity Shield | Manchester United | Inglaterra | 1965 |

### Distinciones individuales
| Distinción                                                  | Año  |
| ----------------------------------------------------------- | ---- |
| Incluido en el Equipo de las Estrellas de la Copa del Mundo | 1958 |
| Graduado honorario y Doctor de la Universidad de Úlster     | 2008 |

## Condecoraciones
| Distinción                                | Año  |
| ----------------------------------------- | ---- |
| Miembro de la Orden del Imperio Británico | 1995 |
| Oficial de la Orden del Imperio Británico | 2019 |